# Списак рудника у Белгији
Следећи списак рудника у Белгији помоћна је списку рудника у Европи и списковима рудника. Ова листа садржи радне, непуштене и будуће руднике у земљи и организују их примарни (и) извори минерала и покрајина. Из практичних разлога камена, мермера и других каменолома могу бити укључени у ову листу. Оперативни рудници су означени подебљаним словима, а будући рудници су означени курзивом . 

## Угаљ
- Рудник угља Хазард д Шерат ( |Coal mine of Hasard de Cheratte) je рудник угља из места Шерат (енг. Cheratte) из града Висе (енг. Visé).[1]

## Цинк
- Вјељ Мунтањ ( Vieille Montagne) Стара планина је рудник цинка који се налази у граду Келмис (енг. Kelmis).[2]

## Неодређено
- Гранд Хорни ( Grand Hornu) је рудник за експлоатацију угља.[3]